# Lissaspis brasiliensis
Lissaspis brasiliensis är en stekelart som beskrevs av Jussila 1998. Lissaspis brasiliensis ingår i släktet Lissaspis och familjen brokparasitsteklar. Inga underarter finns listade i Catalogue of Life.